# Halowe Mistrzostwa Świata w Lekkoatletyce 2003 – bieg na 800 m mężczyzn
Bieg na 800 m mężczyzn – jedna z konkurencji rozgrywanych podczas halowych mistrzostw świata w lekkoatletyce w 2003. Eliminacje odbyły się 14 marca, półfinały miały miejsce 15 marca, finał zaś został rozegrany 16 marca.
Do eliminacji zgłoszonych zostało 24 zawodników z 19 państw.
Zawody w tej konkurencji wygrał reprezentant Stanów Zjednoczonych David Krummenacker. Drugą pozycję zajął zawodnik z Danii Wilson Kipketer, trzecią zaś reprezentujący Kenię Wilfred Bungei.

## Wyniki

### Eliminacje
Źródło: 
Bieg 1
| Miejsce | Zawodnik           | Państwo           | Wynik   | Uwagi |
| ------- | ------------------ | ----------------- | ------- | ----- |
| 1.      | Wilson Kipketer    | Dania             | 1:48,47 |       |
| 2.      | David Krummenacker | Stany Zjednoczone | 1:48,66 |       |
| 3.      | Arnoud Okken       | Holandia          | 1:48,96 |       |
| 4.      | Chris Moss         | Wielka Brytania   | 1:50,21 |       |
| 5.      | Alexandre Padovani | Francja           | 1:51,30 |       |
| 6.      | Nazar Begliyev     | Turkmenistan      | 1:54,07 |       |

Bieg 2
| Miejsce | Zawodnik               | Państwo   | Wynik   | Uwagi |
| ------- | ---------------------- | --------- | ------- | ----- |
| 1.      | Joseph Mutua           | Kenia     | 1:48,26 |       |
| 2.      | Bram Som               | Holandia  | 1:48,40 |       |
| 3.      | Osmar dos Santos       | Brazylia  | 1:49,01 |       |
| 4.      | Christian Neunhauserer | Włochy    | 1:49,54 |       |
| 5.      | Juan de Dios Jurado    | Hiszpania | 1:50,47 |       |
| 6.      | Rashid Habib           | Bahrajn   | 1:52,99 |       |

Bieg 3
| Miejsce | Zawodnik                  | Państwo           | Wynik   | Uwagi |
| ------- | ------------------------- | ----------------- | ------- | ----- |
| 1.      | Antonio Manuel Reina      | Hiszpania         | 1:49,38 |       |
| 2.      | Roman Oravec              | Czechy            | 1:49,66 |       |
| 3.      | Muhammad Khalifa al- Azmi | Kuwejt            | 1:50,41 | NR    |
| 4.      | João Pires                | Portugalia        | 1:50,76 |       |
| 5.      | Fadrique Iglesias         | Boliwia           | 1:52,93 |       |
| –       | Hezekiél Sepeng           | Południowa Afryka | DSQ     |       |

Bieg 4
| Miejsce | Zawodnik            | Państwo           | Wynik   | Uwagi |
| ------- | ------------------- | ----------------- | ------- | ----- |
| 1.      | Wilfred Bungei      | Kenia             | 1:48,17 |       |
| 2.      | Glody Dube          | Botswana          | 1:48,48 |       |
| 3.      | Nicolas Aïssat      | Francja           | 1:48,66 |       |
| 4.      | Siergiej Kożewnikow | Rosja             | 1:49,25 |       |
| 5.      | Khadevis Robinson   | Stany Zjednoczone | 1:49,44 | SB    |
| 6.      | Mahmoud Abuattaya   | Palestyna         | 1:59,24 | NR    |

### Półfinały
Źródło: 
Bieg 1
| Miejsce | Zawodnik            | Państwo           | Wynik   | Uwagi |
| ------- | ------------------- | ----------------- | ------- | ----- |
| 1.      | Wilfred Bungei      | Kenia             | 1:47,04 |       |
| 2.      | David Krummenacker  | Stany Zjednoczone | 1:47,30 |       |
| 3.      | Bram Som            | Holandia          | 1:47,57 |       |
| 4.      | Glody Dube          | Botswana          | 1:47,63 |       |
| 5.      | Roman Oravec        | Czechy            | 1:48,73 |       |
| 6.      | Siergiej Kożewnikow | Rosja             | 1:48,74 |       |

Bieg 2
| Miejsce | Zawodnik             | Państwo   | Wynik   | Uwagi |
| ------- | -------------------- | --------- | ------- | ----- |
| 1.      | Wilson Kipketer      | Dania     | 1:47,84 |       |
| 2.      | Arnoud Okken         | Holandia  | 1:48,26 |       |
| 3.      | Antonio Manuel Reina | Hiszpania | 1:48,27 |       |
| 4.      | Joseph Mutua         | Kenia     | 1:48,46 |       |
| 5.      | Nicolas Aïssat       | Francja   | 1:48,59 |       |
| 6.      | Osmar dos Santos     | Brazylia  | 1:50,06 |       |

### Finał
Źródło: 
| Miejsce | Zawodnik             | Państwo           | Wynik   | Uwagi |
| ------- | -------------------- | ----------------- | ------- | ----- |
| 01 !    | David Krummenacker   | Stany Zjednoczone | 1:45,69 | PB    |
| 02 !    | Wilson Kipketer      | Dania             | 1:45,87 |       |
| 03 !    | Wilfred Bungei       | Kenia             | 1:46,54 |       |
| 4.      | Antonio Manuel Reina | Hiszpania         | 1:46,58 | SB    |
| 5.      | Bram Som             | Holandia          | 1:47,00 |       |
| 6.      | Arnoud Okken         | Holandia          | 1:48,71 |       |